# Tetranthus littoralis
Tetranthus littoralis là một loài thực vật có hoa trong họ Cúc. Loài này được Sw. miêu tả khoa học đầu tiên năm 1788.